# Včela medonosná kraňská

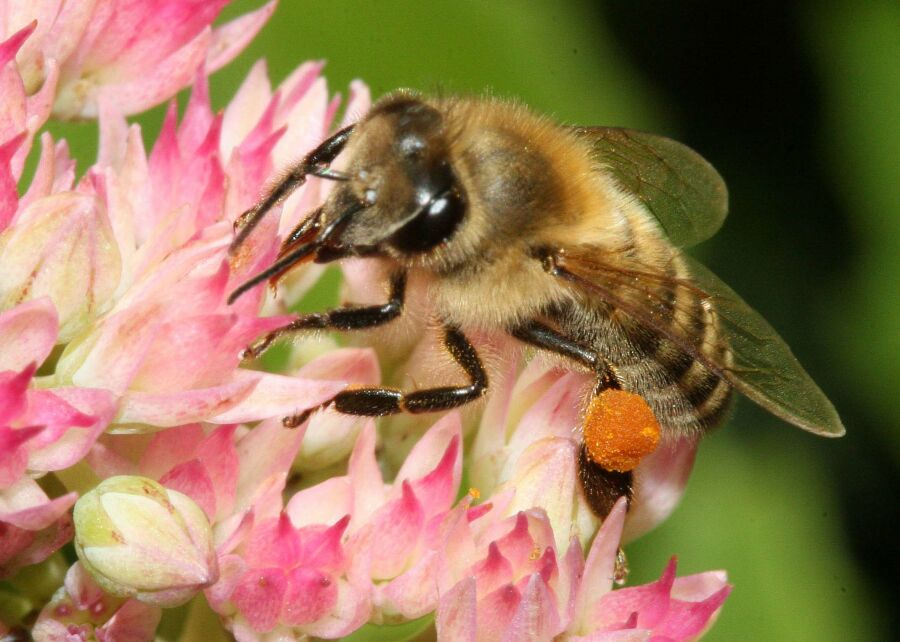
Včela medonosná kraňská

Včela medonosná kraňská (angl. Carniolan honey bee; lat. Apis mellifera carnica) je poddruh včely medonosné. V České republice se jedná o nejrozšířenější poddruh včely.

## Původ
Včela kraňská se přizpůsobila podmínkám panujícím v oblasti Kočevje (Gottschee) v Kraňsku (nyní Slovinsko), jižní části rakouských Alp, oblasti Dinárských hor, jižní Panonii a severního Balkánu. Jedná se o druhý nejoblíbenější poddruh včely chovaný včelaři na světě. V České republice je na prvním místě.

## Vlastnosti
Mezi včelaři je oblíbená z mnoha důvodů. Především kvůli její skvělým obranným schopnostem proti jinému hmyzu, přičemž zůstává vůči včelaři neagresivní. Tyto včely začínají brzy na jaře rychle přizpůsobovat populaci dělnic podle dostupnosti potravy v krajině a stejně rychle přizpůsobují (omezují) populaci dělnic v případě úbytku nebo nedostatku. Dobře odolává některým nemocem a parazitům, lépe než jiné plemena.

## Morfologie
Včela kraňská je velikostí podobná včele vlašské (Apis mellifera ligustica), má však výrazně tmavou šedou barvu s hnědými pruhy. Tělo je tmavé, ale existuje i ve světlejší barvě nebo i hnědé a s tečkami. Jsou také známé jako šedé včely. Včela kraňská je navíc velikostí srovnatelná s včelou tmavou (Apis mellifera mellifera), ale s užším břichem. Dlouhý jazyk (sosák) o délce 6,5 až 6,7 mm, dlouhé paže a krátké ochlupení jí umožňují sbírat nektar, například z jetele a podobných rostlin. 

## Ohrožení a situace v Česku
Ohrožení plemene včely kraňské vyplývá ze trendu rozšířit na území ČR chov dalších plemen a populací včel, zejména včely medonosné tmavé (Apis mellifera mellifera) a hybridní včely buckfastské. Chov více než jednoho plemene na tak malém území, jako je ČR je problematický. Vzhledem k nemožnosti prostorové izolace by došlo ke spontánní hybridizaci a riziku šíření nežádoucích vlastností.
Populace včely kraňské je ohrožena nedovolenými převozy včelích matek, případně včelstev na území chovu kraňské včely z oblastí se zcela odlišným genotypem včel, následným křížením s místní včelou a šířením této populace cestou přirozeného páření nepromyšlenou snahou nahradit za každou cenu ztráty včelstev způsobené nezvládnutím chorob.

## Charakter a chování
Výhody
- Ceněná pro svoji mírnost.
- Může být chovaná v městském prostředí s vysokou hustotou industrializace.
- Lepší orientace v terénu než včela vlašská.
- Nízký sklon k loupežím.
- Může hibernovat (přezimovat) v malém počtu.
- Schopnost šetřit zásoby medu.
- Schopnost rychle se přizpůsobit prostředí.
- Dobrá schopnost přežít dlouhé zimy.
- Schopnost rychle obnovit populaci včelstva po přezimování.
- Nízká spotřeba propolisu.
- Odolná vůči chorobám plodu.
- Vhodná pro oblasti s brzkou jarní snůškou.
- Včely dělnice žijí až o 12 % déle než včely jiných plemen.

Nevýhody
- Náchylnější k rojení.
- Nízká schopnost prospívat v horkých letních dnech.
- Plodování závisí na dostupnosti pylu.
- Neoznačená matka se na plástvi obtížně hledá.